# Выришальное (Гадячский район)
Выришальное (укр. Вирішальне) — село,
Качановский сельский совет,
Гадячский район,
Полтавская область,
Украина.
Код КОАТУУ — 5320482602. Население по переписи 2001 года составляло 190 человек.

## Географическое положение
Село Выришальное находится на правом берегу одного из истоков реки Татарка,
на противоположном берегу — село Степовое.
Рядом проходит автомобильная дорога Т-1705.

## История
- 1914 — дата основания.
- 2004 — изменение статуса с посёлка на село.